# Delminichthys adspersus
Delminichthys adspersus là một loài cá vây tia thuộc họ Cyprinidae. Loài này có ở Bosnia và Herzegovina và Croatia.
Môi trường sống tự nhiên của chúng là sông ngòi, sông có nước theo mùa, hồ nước ngọt, và carxtơ nội địa. Chúng hiện đang bị đe dọa vì mất môi trường sống.